# Kraftsystemautomation
Kraftsystemautomation handlar om automatisk styrning av elkraftsystem via instrument och styrenheter.
Kraftsystemautomation innefattar processer som är samhörande med produktion och leverans av elkraft. Övervakning och styrning av strömförsörjningssystem i ställverk och ledningsstolpar minskar förekomsten av elavbrott samt förkortar varaktigheten av avbrotten som uppstår. IED:er, kommunikationsprotokoll och kommunikationsmetoder samverkar som ett system för att kunna upprätta en så kallad kraftsystemautomation. Termen "elkraftsystem" avser en samling av enheter som utgör produktion, överföring (transmission) och distribution av elektricitet. Exempel på sådana enheter är kraftledningar, generatorer, förbrukningsanläggningar och transformatorer. Termen "I&C-system" (förkortning från engelskans instrumentation and control) avser en samling av enheter som övervakar, styr och skyddar ett elkraftsystem. Exempel på sådana enheter är IED:er, RTU:er och PLC:er. 

## Automationsuppgifter
En kraftsystemautomation har flera uppgifter att utföra.
DatainsamlingDatainsamling avser insamling eller införskaffning av data eller information. Denna data samlas in i from av uppmätta analoga ström- eller spänningsvärden, eller genom digitalliknande statusindikeringar (på/av eller stängd/öppen) från lednings- eller kontaktpunkter. Datainsamlingen kan sedan används lokalt inom enheten som samlade in den, eller så skickas den till en eller flera andra enheter inom ett ställverk, eller så skickas den från ställverket till en eller flera databaser där den utnyttjas av operatörer, ingenjörer, planerare och administratörer.
ÖvervakningDatorer och/eller personal övervakar elkraftsystemets tillstånd och status med hjälp av de insamlade datan. Operatörer och ingenjörer får tillsyn över informationen på distans via datorskärmar eller översikstavlor (stor bildskärm monterad på vägg). Alternativt går det också att övervaka lokalt, vid enheternas panelskärmar eller med hjälp av inkopplade bärbara datorer.
StyrningStyrning innebär att kunna skicka kommandomeddelanden till en enhet inom ett I&C- och elkraftsystem. Traditionellt system för övervakning, styrning och datainsamling (SCADA) bygger på att en operatör övervakar systemet och initierar kommandon från en operatörskonsol på en huvuddator. Fältpersonal har också möjlighet att styra enheter med hjälp av knapparna på panelen av en enhet, eller med hjälp av en inkopplad bärbar dator till enheten.
En annan uppgift kallad kraftsystemintegration handlar om datakommunikation bland IED:er (även andra enheter som kan skicka/motta signaler) och fjärranvändare inom ett I&C-system. 
Processerna i en kraftsystemautomation är beroende av datainsamling, då den utgör en grund för övervakning och därefter styrning som alla samverkar emellan under ett samordnat och automatiskt sätt. Kommandona genereras automatiskt och överförs under samma ögonblick som en operatör initierar. 

## Hårdvarukonstruktion

### Datainsamling
Mättransformator tillsammans med reläskydd används för att känna av spänningen eller strömmen inom ett kraftsystemautomation. De är fysiskt anslutna till elledningar och omvandlar spänningen eller strömmen till lägre kvantitetssignaler. En transducer omvandlar i sin tur de analoga signalerna från mättransformatorn till en annan storleksordning, som sedan skickas vidare till en exempelvis RTU. Till en brytare eller styrenhet finns det så kallade hjälpkontakter, vilket också används för att ge en indikering (data) om en brytare är på- eller avslagen.

### Enheter inom ett I&C-system (instrumentation and control)
Ett I&C-system är byggt av mikroprocessenheter som ofta kallas intelligent electronic devices (IED:er). Mikroprocessorer är som små enskilda datorer, vilket tillhandahåller bearbetning av data, mottagning av kommandon och kommunikation av information. Även automatiska funktioner kan tillhandahållas i IED:erna. En IED kan ha stöd för flera kommunikationsportar, vilket gör att den kan kommunicera med flera andra IED:er, enheter och huvuddatorer (master på engelska) samtidigt, både innanför och utanför ett ställverk. Exempel på IED:er och andra enheter inom en kraftsystemautomation är:
Remote terminal unit (RTU)En modern RTU skulle kunna kallas för en IED. Dessa är installerade på en avlägsen plats och fungerar som en slutpunkt (terminal) för fältkontakter. En dedikerad ledare används för dessa kontakter som mottar värden från en transducer. Dessa ledare kan vara installerade som luftkablar/på kabelstegar eller så går de under jord/golv fram till en RTU. RTU:en kan sedan överföra en datainsamling till andra enheter samt ta emot data och styrkommandon från andra enheter. Användarvänliga RTU:er som kan programmeras kallas "smarta RTU:er".
MätareEn IED kan ha flera mätningsfunktioner i sig, till exempel för effektivvärdet av spänning och ström, samt aktiv och reaktiv effekt. Mätvärdena sparas inom mätaren/IED:en där de sedan kan utgöra historik över kraftsystemets aktivitet.
Digital fault recorderDigital fault recorder (DFR) är ett digitalt instrument som samlar in ett elnäts vågform under relativ hög samplingshastighet. DFR:en löser ut då fel upptäckts vid elnätet. Varje DFR samlar in spännings- och strömsignaler från varje fas- samt neutralledare.
Programmerbart styrsystem (PLC)En PLC kan programmeras till en logisk styrenhet. Som med RTU:er, så har PLC:er dedikerade ledare för varje kontakt (med exempelvis en transducer). Vidare får PLC:en kommandon från en huvuddator.
ReläskyddEtt reläskydd eller relä-IED är konstruerad för att känna av störningar i ett elkraftsystem, och som därefter automatiskt initierar åtgärder till I&C- samt elkraftsystemet. Huvudfunktionen är att reläskydd tillsammans med mättransformatorer och brytare ska skydda person och egendom från skadliga felströmmar, och detta genom att koppla bort den felbehäftade anläggningsdelen.
LindningskopplareLindningskopplare är en mekanism eller enhet som används på transformatorer för att reglera sekundärspänningen till önskad nivå. Dessa enheter kan styras både automatiskt, från en IED och/eller manuellt från en fjärroperatör eller direkt på plats (närmanöver).
ÅterinkopplingsautomatikÅterinkopplingsautomatik är en utrustning som återsluter en brytare efter att den har öppnats vid ledningsfel. Utrustningen är vanligast att ha på luftledningar (och inte på kabelledningar), där många av kortslutningarna är oftast naturliga och som försvinner efter en kort stund, till exempel blixtnedslag och snötyngda grenar. Normalt görs endast 1–2 återkopplingsförsök med ett visst tidsmellanrum. I fall dessa återkopplingsförsök misslyckas måste personal skickas till plats, då ledningsfelen är av mer permanent typ.

## Funktioner och system

### Överströmsskydd
Alla ledningar och utrustningar måste skyddas mot långvarig överström. Om orsaken till en överström ligger i närhet av ett ställverk eller utrustning så avbryts strömmen omedelbart automatiskt. Men om överströmmen befinner sig längre bort från det lokala området så tar det oftast en längre tid för den att upptäckas, och i sådant fall kopplas alla berörda ledningar bort. 
En frånkoppling kan också resultera i en kaskadeffekt, vilket leder till överström i andra ledningar och kretsar som då måste också automatiskt kopplas bort. En generator som har förlorat delar av sin last (elkonsumtion) måste också gå ner i generering, och i värsta fall då ett överströmsskydd har helt kopplat bort lasten, måste generatorn stängas av omedelbart. Detta tar många timmar att återställa då en jämn balans mellan elproduktion och elkonsumtion måste byggas upp, samt att inkoppling mellan två elsystem måste ske synkroniskt (alltså att en generator måste bland annat ha motsvarande frekvens, fas och vågform innan den kopplas in till ett annat aktivt nät). 

### Supervisory control and data acquisition
SCADA (supervisory control and data acquisition) är ett system för övervakning och styrning av olika processystem, vilket vanligen används även inom ett elkraftsystem. Med hjälp av SCADA kan man skicka och motta data som kan vara i form av händelser, mätvärden, styrkommandon, säkerhet och övervakning mellan enheter. Enheterna som deltar i detta system kan vara IED:er, RTU:er, PLC:er och andra utrustningar och instrument. Förutom datorliknande enheter, är även datorkommunikation och grafiska användargränssnitt väsentliga delar i ett SCADA-system. SCADA med tillämpning inom ett elkraftsystem kan sträcka sig alltifrån brytare monterad på ledningsstolpar till kraftverk, där de fjärrstyrs via kommunikationslänkar. Här kan man nyttjas av fjärrbrytarkoppling, telemetri (vilket visar spänning, ström, effektförbrukning och så vidare) samt automatisk synkronisering av olika elsystem.

## Kommunikationssystem
Varje elnätsföretag är mån om att ständigt skydda och övervaka dess elkraftsystem. Denna övervakning kräver informationskommunikation mellan ställverk, för att kunna utfärda rätta handlingar, kommandon och styrningar under ett exempelvis larm. Traditionellt sätt har denna kommunikation bestått av rikstelefonnät (publika telefonnätet), informationsbärare på kraftledning (elnätskommunikation), radiolänk och mobilradionät. Ett telefonnät använder sig av koppartrådar, vilket risken finns att de störs ut på grund av ett ställverks höga elektromagnetiska fält. 
Information eller data som överförs i detta ändamål är oftast av stor och kritisk betydelse. Därför måste ett kommunikationssystem alltid vara i prefekt skick gällande tillgänglighet, prestanda och kvalitet. 
Ursprungligen har dessa nätverk eller kommunikationssystem utgjorts av metalledande medier med en datahastighet på 56–64 kbit/s. Dock är detta system känsligt mot elektromagnetiska störningar och hög jordpotential som uppstår vid jordfel, vilka har gjort systemet opålitligt för elkraftindustrin. Starka elektromagnetiska fält förekommer regelbundet i ställverk på grund av de höga spänningar och strömmar som finns där. Inom vissa delar måste tillförlitligheten vara ännu högre, såsom kommunikationslänkar med reläskydd. Dessa måste skyddas mot högfrekvent induktion som också förekommer under elektromagnetiskt fält. 
Följaktligen har många telebolag och därmed elkraftindustrin alltmer gått över till fiberoptik som används som ledare mellan enheter i ett ställverk. Fiberoptik har många fördelar då den inte behöver jordas, har mycket hög datahastighet och är immun mot elektromagnetiska störningar, vilket eliminerar många av de fel som vanligtvis förekommer inom elektriska anslutningar. 
Ett mer sofistikerat kommunikationssystem kan gå under begreppet feltoleranta nätverk. Genom att använda flera (redundanta) och dedikerade kommunikationskanaler med olika system skapar man ett tillförlitligare skydd, vilket ökar tillgången på kritiska datautbyten. 

## C37.94

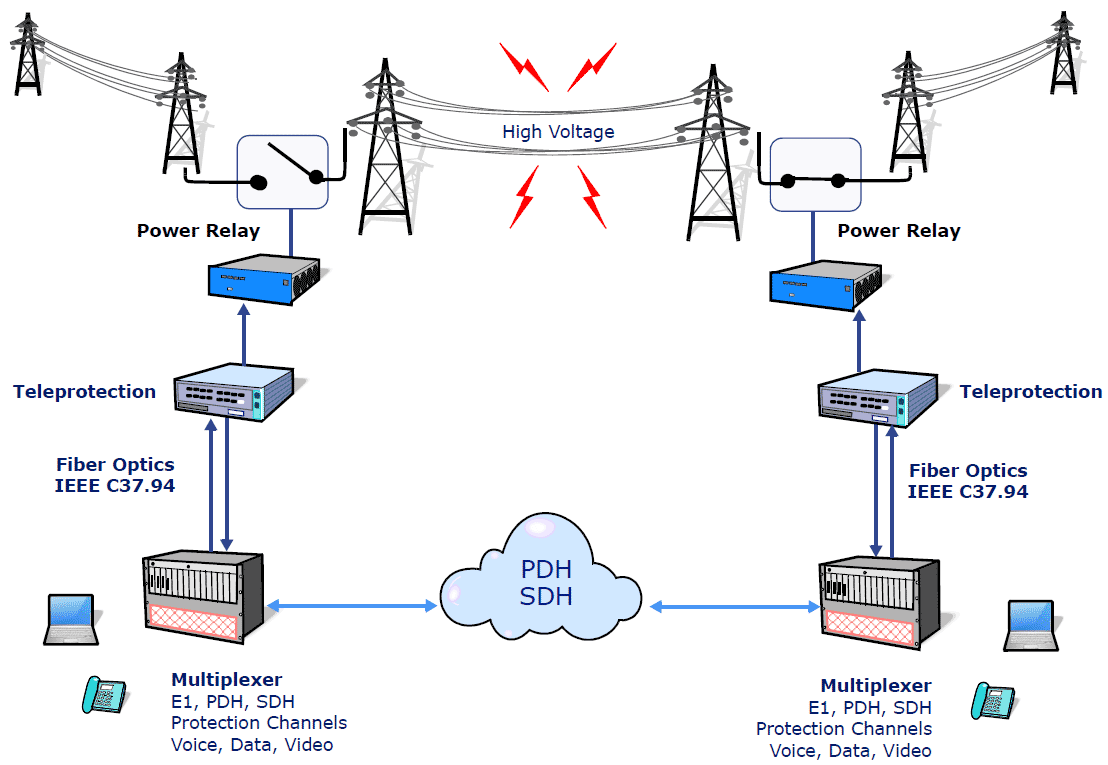
C37.94:s skyddsstruktur.

IEEE C37.94, fullständig titel IEEE Standard for N Times 64 Kilobit Per Second Optical Fiber Interfaces Between Teleprotection and Multiplexer Equipment, är en IEEE-standard som publicerades 2002, och beskriver telesamverkan mellan multiplexapparater inom ett elkraftsystem. Standarden definierar formatet hos en dataram som används inom fiberoptiska anslutningar, samt hänvisar till standarder för fysisk anslutning av multimode-fiber. Vidare definierar den också utrustningens hållning vid exempelvis störningar eller fel på kommunikationslänken, samt tidsmässiga och optiska signalegenskaper.
Dessa telesamverkningar har som uppgift att mycket snabbt isolera fel för att förhindra nätskador och elavbrott. IEEE-kommittén definierade C37.94 som ett programmerbart "n x 64 kbit/s (n=1...12)"-gränssnitt för multimode-fiber, vilket tillhandahåller transparent kommunikation mellan reläskyddens telesamverkningar och multiplexrar för avstånd upp till 2 kilometer. För att nå längre sträckor kan singelmode-fiber användas, vilket har också gjorts av elkraftindustrin.
Standarden definierar skydds- och kommunikationsutrustningar hos ett ställverk som använder fiberoptiska ledare. Det kan till exempel vara metoder för klockåterställning, hur stor jittertolerans som tillåts i signalerna, fysisk anslutningsmetod och de åtgärder som skyddsutrustningen måste följa när någon form av nätverksavvikelse eller fel inträffar. C37.94 har implementerats av många reläskyddstillverkare, såsom ABB och Siemens. Dessa utrustningar är också ofta kompatibla med andra gränssnitt, kommunikationssystem eller standarder.